# Maroš Kováč
Maroš Kováč (Košice, 11 de abril de 1977) es un ciclista eslovaco.

## Palmarés
| 2002 - 1 etapa del Tour de Egipto 2003 - 1 etapa del Tour de Egipto - 1 etapa del Tour del Mar de la China Meridional 2004 - Tour de Egipto, más 4 etapas 2005 - 1 etapa del Tour de Egipto - 1 etapa del Gran Premio Ciclista de Gemenc - 1 etapa de la Vuelta a Eslovaquia 2006 - Campeonato de Eslovaquia en Ruta - 1 etapa de la Vuelta a Serbia - 1 etapa de la Vuelta a Marruecos 2007 - 2 etapas del Tour de Egipto - 1 etapa del Tour de Turquía - 1 etapa de la Vuelta a Eslovaquia - 3.º en el Campeonato de Eslovaquia en Ruta 2008 - 1 etapa del UAE International Emirates Post Tour 2010 - 1 etapa de la The Paths of King Nikola | 2011 - Challenges Phosphatiers I-Challenge Khouribga 2012 - 1 etapa del Tour de la República Checa - Tour Bohemia 2013 - 2.º en el Campeonato de Eslovaquia Contrarreloj - 2.º en el Campeonato de Eslovaquia en Ruta - 1 etapa del Tour de Sibiu 2014 - 1 etapa del Tour de Eslovaquia - 2.º en el Campeonato de Eslovaquia Contrarreloj 2015 - 1 etapa del Tour de Eslovaquia - 2.º en el Campeonato de Eslovaquia Contrarreloj - 1 etapa del Tour de Hungría 2016 - 2.º en el Campeonato de Eslovaquia Contrarreloj |